# رادیو رنگین کمان
رادیو رنگین کمان رادیوی همجنس‌گرایان، دوجنس‌گرایان، تراجنسی‌ها و تمام جامعه ال‌جی‌بی‌تی است که همه روزه به زبان فارسی و دری از طریق موج کوتاه رادیویی ۴۱ متر برابر با فرکانس ۷۶۱۰ کیلوهرتز، ماهواره یاهست و اینترنت برنامه پخش می‌کند.

## فعالیت‌ها
رادیو رنگین کمان پخش برنامه‌های خود را از اکتبر سال ۲۰۱۲ با نیم ساعت برنامه هفتگی آغاز کرد. در حال حاضر این رادیو هر روز به سوی ایران، افغانستان و تاجیکستان برنامه پخش می‌کند. رادیو رنگین‌کمان با تربیت شهروند خبرنگاران رنگین‌کمانی، به تنوع و چند صدایی جامعه دگرباشان در سه کشور تحت پوشش کمک کرده است.
برنامه‌های رادیو رنگین کمان مجموعه متنوعی از برنامه‌های آموزشی، حمایتی، حقوقی و بهداشت عمومی را برای جامعه محروم رنگین‌کمانی‌های ایران، افغانستان و تاجیکستان پخش می‌کند. همین‌طور وب‌سایت رادیو رنگین کمان همه روزه مهم‌ترین خبرهای جامعه جهانی ال‌جی‌بی‌تی را در دسترس مخاطبانش قرار می‌دهد.

## برنامه‌سازان
میدا ملک
آرتمیس اکبری
شایا گلدوست
فریمان کاشانی
زینب پیغمبر زاده
مونا طاهری
علی عارفی
آرتین
مرجان
ام جی
رها ایرانی
ماهریل اوهارا